# 莫世健飯局性侵案
莫世健飯局性侵案是指中國法学博士、前澳門大學法學院院長莫世健在2018年6月下旬涉及的一件性侵案件。2018年6月28日，澳門警方接獲受害人報案，她報稱被一所大學教授性侵，6月26日晚上，當局向傳媒透露已對一名莫姓嫌犯實施羈押措施，又表示經偵查後有證據顯示案件中存在犯罪事實，對於該名莫姓嫌犯的身份，有當地葡文傳媒指出該名「莫姓大學教授」正是在澳門大學任職的莫世健。事發後澳門大學隨之終止了莫世健的合約及職務。案件在2019年1月25日於初級法院開庭審理，同年2月15日，莫世健與兩名嫌犯李玉培和楊曼曼獲判無罪釋放，檢察院不服判決並向中級法院提起上訴。2021年1月25日，中級法院判處莫世健6年徒刑並須向被害人支付10萬澳門元的精神損害賠償。
該事件是繼澳門大學政府與公共行政系助理教授陳定定性騷擾事件與政府與行政學系主任王建偉性騷擾事件後，澳大的高等教育人員再度引發的一起類似事件。

## 事件經過
據消息人士透露，2018年6月下旬，莫世健與多名友人開設飯局，表示藉此能提供「赴外交流的學習機會」，又以與案件中的受害人（據報為中國大陸非漢族人士）道別為由出席邀請其一同出席。後來莫世健在大庭廣眾下對受害人作出毛手毛腳、霸王硬上弓的行為，同時在現場的前中華青年進步協會會長李玉培及楊曼曼沒有制止莫世健，期間有人更疑似向他打出「OK」手勢。另外，在過程中疑有娛樂場職員命令相關人士注意行為，然而數名涉案人均沒有理會。事後搜證方曾兩次檢驗受害人的內褲，在第二次時發現帶有男性基因，而受害人的頸部亦有拉扯痕跡。據媒體報導，當時包括涉案者莫世健以及其他高等教育工作人員在內，至少有四人在場。

### 被警方拘捕
6月28日，警方對莫世健採取羈押候審的強制措施，又表示經偵查後有證據顯示存在犯罪事實。澳門大學隨後也終止了他的合約及職務，校方也在官網刪除了莫世健的資料。

### 開庭審理
2019年1月25日，案件在初級法院開庭審理，由於控訴事實涉及性侵，合議庭接納被告代表律師聲請，案件閉門審訊，開審前法庭有多名保安駐守，證人、記者都要在門外等候。案中三名被告分別是莫世健、李玉培及楊曼曼，當中李玉培和楊曼曼為從犯。莫世健在庭上選擇答辯並否認指控，案件押後至同年2月25日宣判。
此外，曾與莫世健共事的香港立法會議員、香港城市大學副教授梁美芬作辯方行為證人，她在受訪時表示與莫世健相識超過20年，認為其為人正直，相信他是無辜的。

### 判決
2019年2月15日，莫世健與兩名嫌犯李玉培和楊曼曼獲判無罪釋放，法官認為雖莫世健有用手指伸入被害人的內褲，但被害人在整個親熱過程中沒有反抗或不情願動作，亦沒有向別人求救。法官又認為，已婚的被害人可能為免讓家人發現她曾與別人發生性行為而報案聲稱被強姦。檢察院不服判決並向中級法院提起上訴。
2021年1月25日，中級法院發新聞稿表示，根據已證事實，嫌犯莫世健的行為完全符合《刑法典》中對「無能力抗拒的人的性侵犯」罪名，判處其6年徒刑並須向被害人支付10萬澳門元的精神損害賠償。而案中的第二及第三被告犯則構成《刑法典》第194條(幫助之不作為)的第1款所規定和處罰，即「在發生使他人生命、身體完整性或自由有危險之嚴重緊急狀況，尤其該狀況係由於禍事、意外、公共災難或公共危險之情況而造成時，不提供不論係親身作為或促成救援而排除危險之必需幫助者，處最高一年徒刑，或科最高一百二十日罰金。」合議庭判處第二嫌犯李玉培5個月徒刑，緩刑3年，第三嫌犯楊曼曼則被判處30天罰金。

## 引發議題
莫世健已非首次開設同類飯局，性侵事件暴露了澳門的高等教育領域內存在私人飯局這種不良風氣。澳門政府社會文化司轄下部門高等教育輔助辦公室被批評沒有針對大學教師設立品格審查制度，只重視大學教師的學資而忽略了對師資的道德水平的重視；另一方面，大學裡也存在一些學生為求畢業而不惜投懷送抱的情況。
對於當地高等教育機構的私人飯局風氣問題，社會文化司司長譚俊榮在被傳媒問及對事件的看法時表示無法干預私人活動。